# Bathycrinicola
Genre
Bathycrinicola est un genre de mollusques gastéropodes de la famille Eulimidae. Les espèces rangées dans ce genre sont marines et parasitent des échinodermes ; l'espèce type est Bathycrinicola talaena.

## Distribution
Les espèces sont distribuées dans le Nord de l'océan Atlantique.

## Liste d'espèces
Selon World Register of Marine Species (30 août 2017) :
- Bathycrinicola curta (Warén, 1972)
- Bathycrinicola fernandinae (Dall, 1927)
- Bathycrinicola macrapex Bouchet & Warén, 1986
- Bathycrinicola media Bouchet & Warén, 1986
- Bathycrinicola micrapex Bouchet & Warén, 1986
- Bathycrinicola nacraensis Peñas & Giribet, 2003
- Bathycrinicola talaena (Dautzenberg & H. Fischer, 1897)
- Bathycrinicola tumidula (Thiele, 1912)